# 哈夫里希夫卡 (利京市镇)
哈夫里希夫卡（烏克蘭語：Гавришівка），是烏克蘭西南部文尼察州文尼察區利京市镇内的村落。面積0.06平方公里，海拔高度339米，2001年人口99，人口密度每平方公里1,596.77人。